# Episodi di Metropolitan Police (tredicesima stagione)
La tredicesima stagione della serie televisiva Metropolitan Police è stata trasmessa in anteprima nel Regno Unito dalla Independent Television tra il 2 gennaio 1997 e il 30 dicembre 1997.
| nº  | Titolo originale                 | Titolo italiano | Prima TV UK       | Prima TV Italia |
| --- | -------------------------------- | --------------- | ----------------- | --------------- |
| 1   | The Old Pal's Act                |                 | 2 gennaio 1997    |                 |
| 2   | All's Fair                       |                 | 3 gennaio 1997    |                 |
| 3   | Man Trap                         |                 | 9 gennaio 1997    |                 |
| 4   | Bad Debt                         |                 | 10 gennaio 1997   |                 |
| 5   | Professional Opinion             |                 | 14 gennaio 1997   |                 |
| 6   | Testament                        |                 | 16 gennaio 1997   |                 |
| 7   | A Policeman's Lot                |                 | 17 gennaio 1997   |                 |
| 8   | The Devil You Know               |                 | 21 gennaio 1997   |                 |
| 9   | Once Bitten                      |                 | 23 gennaio 1997   |                 |
| 10  | Turnaround                       |                 | 24 gennaio 1997   |                 |
| 11  | Over the Fence                   |                 | 28 gennaio 1997   |                 |
| 12  | Grey Area                        |                 | 30 gennaio 1997   |                 |
| 13  | One Big Happy Family             |                 | 31 gennaio 1997   |                 |
| 14  | Eye of the Beholder              |                 | 4 febbraio 1997   |                 |
| 15  | Say a Little Prayer              |                 | 6 febbraio 1997   |                 |
| 16  | Downfall                         |                 | 7 febbraio 1997   |                 |
| 17  | True to Life Player              |                 | 11 febbraio 1997  |                 |
| 18  | Takeaway                         |                 | 13 febbraio 1997  |                 |
| 19  | Your Call Too                    |                 | 14 febbraio 1997  |                 |
| 20  | Breaking Up                      |                 | 18 febbraio 1997  |                 |
| 21  | A Price to Pay                   |                 | 20 febbraio 1997  |                 |
| 22  | Just Looking                     |                 | 21 febbraio 1997  |                 |
| 23  | A Tangled Web                    |                 | 27 febbraio 1997  |                 |
| 24  | Rolling in It                    |                 | 28 febbraio 1997  |                 |
| 25  | Added Bonus                      |                 | 4 marzo 1997      |                 |
| 26  | Holding On                       |                 | 6 marzo 1997      |                 |
| 27  | Crime Management                 |                 | 7 marzo 1997      |                 |
| 28  | Age Gaps                         |                 | 11 marzo 1997     |                 |
| 29  | In the Dark                      |                 | 12 marzo 1997     |                 |
| 30  | Crying Wolf                      |                 | 13 marzo 1997     |                 |
| 31  | Confidence                       |                 | 14 marzo 1997     |                 |
| 32  | All for Love                     |                 | 18 marzo 1997     |                 |
| 33  | Only the Lonely                  |                 | 20 marzo 1997     |                 |
| 34  | Copier                           |                 | 21 marzo 1997     |                 |
| 35  | Fashion Victims                  |                 | 25 marzo 1997     |                 |
| 36  | Hook, Line and Sinker            |                 | 27 marzo 1997     |                 |
| 37  | No Claims Bonus                  |                 | 28 marzo 1997     |                 |
| 38  | Joker                            |                 | 31 marzo 1997     |                 |
| 39  | Typecast                         |                 | 1º aprile 1997    |                 |
| 40  | A Hard Rain                      |                 | 3 aprile 1997     |                 |
| 41  | Rings on Her Fingers             |                 | 4 aprile 1997     |                 |
| 42  | Strange Meeting                  |                 | 8 aprile 1997     |                 |
| 43  | A Bitter Pill                    |                 | 10 aprile 1997    |                 |
| 44  | Dial 'M' for Marmalade           |                 | 11 aprile 1997    |                 |
| 45  | Sisters                          |                 | 15 aprile 1997    |                 |
| 46  | Flesh and Blood                  |                 | 17 aprile 1997    |                 |
| 47  | Parklife                         |                 | 18 aprile 1997    |                 |
| 48  | Two's Company                    |                 | 22 aprile 1997    |                 |
| 49  | Inside Edge                      |                 | 25 aprile 1997    |                 |
| 50  | You and Me Versus the World      |                 | 29 aprile 1997    |                 |
| 51  | Pay Back                         |                 | 1º maggio 1997    |                 |
| 52  | A Place of Your Own              |                 | 2 maggio 1997     |                 |
| 53  | Don't Want to Hear the Bad News  |                 | 6 maggio 1997     |                 |
| 54  | It's Good to Talk                |                 | 8 maggio 1997     |                 |
| 55  | Split Second                     |                 | 9 maggio 1997     |                 |
| 56  | Old Fools                        |                 | 13 maggio 1997    |                 |
| 57  | Auld Lang Syne                   |                 | 15 maggio 1997    |                 |
| 58  | Warnings                         |                 | 16 maggio 1997    |                 |
| 59  | Calling Time                     |                 | 20 maggio 1997    |                 |
| 60  | Black and Blue                   |                 | 22 maggio 1997    |                 |
| 61  | A Bunch of Fives                 |                 | 23 maggio 1997    |                 |
| 62  | Short, Sharp, Shock              |                 | 27 maggio 1997    |                 |
| 63  | Get You Back                     |                 | 29 maggio 1997    |                 |
| 64  | Powers of Persuasion             |                 | 30 maggio 1997    |                 |
| 65  | A Rock and a Hard Place          |                 | 3 giugno 1997     |                 |
| 66  | The Wrath of God                 |                 | 5 giugno 1997     |                 |
| 67  | Knight Errant                    |                 | 6 giugno 1997     |                 |
| 68  | Punch Bag                        |                 | 10 giugno 1997    |                 |
| 69  | Best Eaten Cold                  |                 | 12 giugno 1997    |                 |
| 70  | Lucky Day                        |                 | 13 giugno 1997    |                 |
| 71  | For Richer, for Poorer           |                 | 17 giugno 1997    |                 |
| 72  | No More Milk                     |                 | 19 giugno 1997    |                 |
| 73  | An Englishman's Home             |                 | 20 giugno 1997    |                 |
| 74  | Loyal to the Last                |                 | 24 giugno 1997    |                 |
| 75  | Rent                             |                 | 26 giugno 1997    |                 |
| 76  | Last Respects                    |                 | 27 giugno 1997    |                 |
| 77  | Too Much to Lose                 |                 | 1º luglio 1997    |                 |
| 78  | Do Unto Others                   |                 | 3 luglio 1997     |                 |
| 79  | Mid-Life Crisis                  |                 | 4 luglio 1997     |                 |
| 80  | Performing                       |                 | 8 luglio 1997     |                 |
| 81  | Playing with Fire                |                 | 10 luglio 1997    |                 |
| 82  | No Guarantees                    |                 | 11 luglio 1997    |                 |
| 83  | Gentleman Jim                    |                 | 15 luglio 1997    |                 |
| 84  | Rift                             |                 | 17 luglio 1997    |                 |
| 85  | Stand by Your Man                |                 | 18 luglio 1997    |                 |
| 86  | Replica                          |                 | 22 luglio 1997    |                 |
| 87  | Mr. Friday Night                 |                 | 24 luglio 1997    |                 |
| 88  | Hitting the Nerve                |                 | 25 luglio 1997    |                 |
| 89  | Thicker Than Mud                 |                 | 29 luglio 1997    |                 |
| 90  | Alternative Therapies            |                 | 31 luglio 1997    |                 |
| 91  | Foxed                            |                 | 1º agosto 1997    |                 |
| 92  | These Foolish Things             |                 | 5 agosto 1997     |                 |
| 93  | Neighbours                       |                 | 7 agosto 1997     |                 |
| 94  | Glass House                      |                 | 8 agosto 1997     |                 |
| 95  | This Old Man                     |                 | 12 agosto 1997    |                 |
| 96  | Tommy the Hero                   |                 | 14 agosto 1997    |                 |
| 97  | Driven to It                     |                 | 15 agosto 1997    |                 |
| 98  | A Man Out Walking His Dog        |                 | 19 agosto 1997    |                 |
| 99  | Hunt                             |                 | 21 agosto 1997    |                 |
| 100 | Has Anybody Here Seen Bigmouth?  |                 | 22 agosto 1997    |                 |
| 101 | This Land Is Ours                |                 | 26 agosto 1997    |                 |
| 102 | Paying the Piper                 |                 | 28 agosto 1997    |                 |
| 103 | On the Hurry Up                  |                 | 29 agosto 1997    |                 |
| 104 | Not in the Script                |                 | 2 settembre 1997  |                 |
| 105 | Flower Power                     |                 | 4 settembre 1997  |                 |
| 106 | A Breach of Trust: Part One      |                 | 5 settembre 1997  |                 |
| 107 | A Breach of Trust: Part Two      |                 | 9 settembre 1997  |                 |
| 108 | Fool                             |                 | 11 settembre 1997 |                 |
| 109 | Armed and Dangerous              |                 | 12 settembre 1997 |                 |
| 110 | Animals                          |                 | 16 settembre 1997 |                 |
| 111 | Look Into My Eyes                |                 | 18 settembre 1997 |                 |
| 112 | Performance Anxiety              |                 | 19 settembre 1997 |                 |
| 113 | Different Strokes                |                 | 23 settembre 1997 |                 |
| 114 | Sparks                           |                 | 25 settembre 1997 |                 |
| 115 | The Lions Den                    |                 | 26 settembre 1997 |                 |
| 116 | The Needs of the Many            |                 | 30 settembre 1997 |                 |
| 117 | Cross Purposes                   |                 | 2 ottobre 1997    |                 |
| 118 | Free to Speak?                   |                 | 3 ottobre 1997    |                 |
| 119 | Dishonour Among Thieves          |                 | 7 ottobre 1997    |                 |
| 120 | Coup De Grace                    |                 | 9 ottobre 1997    |                 |
| 121 | Night of the Long Knives         |                 | 10 ottobre 1997   |                 |
| 122 | Straying                         |                 | 14 ottobre 1997   |                 |
| 123 | A Bad Lot                        |                 | 16 ottobre 1997   |                 |
| 124 | Crimes of a Lesser Passion       |                 | 17 ottobre 1997   |                 |
| 125 | Force                            |                 | 21 ottobre 1997   |                 |
| 126 | Walkabout                        |                 | 23 ottobre 1997   |                 |
| 127 | Shades of Grey: Part One         |                 | 24 ottobre 1997   |                 |
| 128 | Shades of Grey: Part Two         |                 | 28 ottobre 1997   |                 |
| 129 | Women at Work                    |                 | 30 ottobre 1997   |                 |
| 130 | Solid Evidence                   |                 | 31 ottobre 1997   |                 |
| 131 | Going Down                       |                 | 4 novembre 1997   |                 |
| 132 | Accomplice                       |                 | 6 novembre 1997   |                 |
| 133 | Last Fare                        |                 | 7 novembre 1997   |                 |
| 134 | Stolen Thunder                   |                 | 11 novembre 1997  |                 |
| 135 | P.C.                             |                 | 13 novembre 1997  |                 |
| 136 | No Trace                         |                 | 14 novembre 1997  |                 |
| 137 | A New Way to Pay Old Debts       |                 | 18 novembre 1997  |                 |
| 138 | After All These Years            |                 | 20 novembre 1997  |                 |
| 139 | Sands of Time                    |                 | 21 novembre 1997  |                 |
| 140 | Identity Crisis                  |                 | 25 novembre 1997  |                 |
| 141 | The Same Stripe (Part 1)         |                 | 28 novembre 1997  |                 |
| 142 | The Same Stripe (Part 2)         |                 | 2 dicembre 1997   |                 |
| 143 | Hot Plastic                      |                 | 4 dicembre 1997   |                 |
| 144 | Gaybashing                       |                 | 5 dicembre 1997   |                 |
| 145 | Potential for Conflict           |                 | 9 dicembre 1997   |                 |
| 146 | Heartbreak Hotel                 |                 | 11 dicembre 1997  |                 |
| 147 | Humpty Dumpty (Part 1)           |                 | 12 dicembre 1997  |                 |
| 148 | Humpty Dumpty (Part 2)           |                 | 16 dicembre 1997  |                 |
| 149 | Humpty Dumpty (Part 3)           |                 | 18 dicembre 1997  |                 |
| 150 | Out                              |                 | 19 dicembre 1997  |                 |
| 151 | Twanky                           |                 | 22 dicembre 1997  |                 |
| 152 | Things That Go Bump in the Night |                 | 30 dicembre 1997  |                 |